# 孔布拉耶地区孔达
孔布拉耶地区孔达（法語：Condat-en-Combraille，法語發音：[kɔ̃da ɑ̃ kɔ̃bʁaj]）是法国多姆山省的一个市镇，位于该省西北部，属于里永区。

## 地理
孔布拉耶地区孔达（45°51'9"N, 2°33'49"E）面积45.74 平方千米，位于法国奥弗涅-罗讷-阿尔卑斯大区多姆山省，该省份为法国中南部省份，北起阿列省接壤，东临卢瓦尔省，南至上盧瓦爾省和康塔爾省，西接科雷兹省和克勒兹省。
与孔布拉耶地区孔达接壤的市镇（或旧市镇、城区）包括：梅兰沙勒、拉塞勒、孔布拉耶、日亚、朗多涅、蒙泰勒德热拉、圣阿维、圣艾蒂安德尚、特拉莱格、维洛桑日。

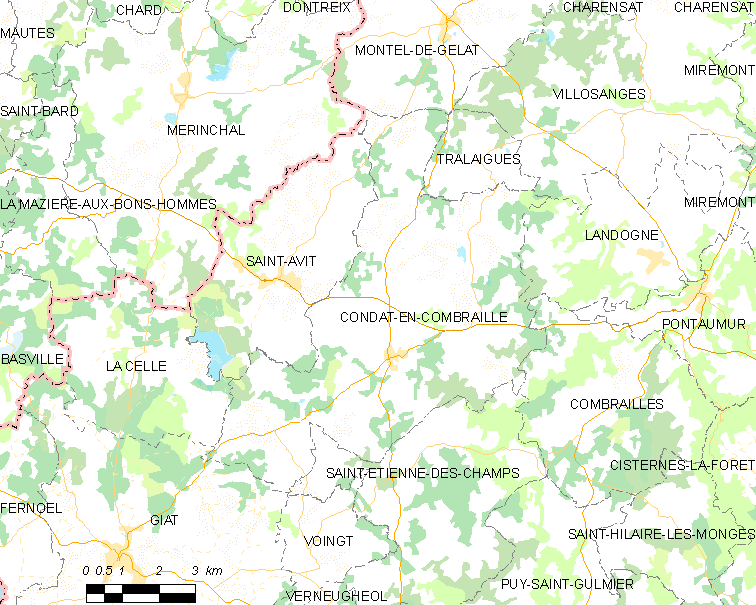
孔布拉耶地区孔达的OSM定位图

孔布拉耶地区孔达的时区为UTC+01:00、UTC+02:00（夏令时）。

## 行政
孔布拉耶地区孔达的邮政编码为63380，INSEE市镇编码为63118。

## 政治
孔布拉耶地区孔达所属的省级选区为圣乌尔斯县。

## 人口

1962-2008年间孔布拉耶地区孔达人口变化图示

孔布拉耶地区孔达于2022年1月1日时的人口数量为412人。